# Solja Rags
Solja Rags è il secondo album in studio del rapper statunitense Juvenile, pubblicato nel 1997.

## Tracce
1. Ziggly Wiggly (feat. Ziggly Wiggly & Bulletproof) – 2:12
2. Solja Rag – 4:08
3. I Did That (feat. Turk, Big Mo & B.G.) – 4:35
4. Roll with 'Em (feat. Mannie Fresh) – 5:09
5. Pimpinabitch – 2:02
6. Livin' in the Project – 2:08
7. Who's tha M.F. – 5:09
8. Hide out or Ride Out (feat. Lil Wayne & Turk) – 4:39
9. Spittin' Game (feat. Hot Boys & Bulletproof) – 5:51
10. 3rd Ward Solja (feat. Mannie Fresh & Magnolia Shorty) – 4:27
11. Welcome 2 tha Section (feat. B.G., Mannie Fresh & Bulletproof) – 4:22
12. Money on the Couch – 4:25
13. That's How It Be Happenin' – 4:14
14. Solja Rag (Radio Version) – 4:10